# Дітрих II фон Мерс
Дітрих II фон Мерс (нім. Dietrich II. von Moers; бл. 1385 — 14 лютого 1463) — церковний і державний діяч Священної Римської імперії, 46-й архієпископ Кельна-курфюрст і 18-й герцог Вестфалії в 1414—1463 роках.

## Життєпис
Походив з північновестфальського шляхетського роду Мерс. Другий син графа Фрідріха III фон Мерса та Вальбурги фон Саарверден. Народився близько 1384 року в рідному замку Мерс. Замолоду призначено для церковної кар'єри, чому сприяв вуйко Фрідріх III фон Саарверден, архієпископ Кельнський.
1391 року призначається пробстом монастиря Св. Кассія в м.Бонн. Невдовзі стає каноніком Кельнського собору. З 1401 року навчався канонічному праву в Гейдельберзькому та Болонському університетах. 1409 року представляв Кельнську єпархію на Пізанському соборі, що повинен був подолати Західну схизму.
1414 року після смерті Фрідріха III фон Саарвердена більшістю голосів обрано архієпископом Кельнським, перемігши суперника Вільгельма фон Берга, єпископа Падеброна. За підтримки імператора Сигізмунда Люксембурга та численних платежів він отримав папське схвалення у жовтні 1414 року. 1415 року відсторонив Вільгельма фон Берга від посади, ставши адміністратором єпископства Падеброн (як Дітрих III). Його зусилля щодо включення Падебронського князівства-єпископства до Кельнської архієпархії мали лише тимчасовий успіх. До 1418 року брав участь в Констанцькому соборі.
1421 року брав участь у поході проти гуситів в Богемії. У наступні роки Дітрих II намагався створити велику цілісну територію на Нижньому Рейні та Вестфалії, а для своєї родини територію панування. 1423 року підтримав Герхарда де ла Марка в боротьбі за графство Марк з його братом Адольфом I, герцогом Клеве.
У 1424 році домігся обрання свого брата Генріха фон Мерса князем-єпископом Мюнстера. 1424 року долучився до союзу курфюрстів, спрямованого проти політики імператора Сигізмунда Люксембурга, який намагався обмежити владу німецьких князів. Невдовзі приєднав до архієпископства місто Кайзерсверст з рейнською митницею. 1429 року папа римський Мартин V скасував Падебронську єпархію на його прохання. Це викликало масовий опір каноніків, знаті та міст. Втім спроба приєднати більшість графства Марк виявилася невдалою через опір міста Унна. Водночас відправив війська на допомогу Карлу II, герцогу Лотарингії, в облозі міста Мец.
1430 року домігся угоди між братами Герхардом і Адольфом де ла Марками, внаслідок чого графство Марк було поділено між ними. Завдяки цьому давній супротивник був ослаблений. У 1431 році папа римський Євгеній IV відновив Падебронську єпархію. Того ж року доєднався до імператорського війська, спрямованого проти гуситів. 1435 року визнав самостійність графства Марк. Разом з тим зовнішні кампанії, вибори брата потребували чималих коштів. Тому Дітрих II поступово збільшував податки і мита, що спричинило рух місцевих громад. 1437 року вони об'єдналися у спілку на чолі із містом Зост. Але вже 1438 року архієпископу вдалося зруйнувати цей союз та придушити опір станів. Того ж року під час обрання короля Німеччини підтримав Альбрехта Габсбурга.
1440 року під час нового обрання короля Німеччини підтримав Фрідріха Габсбурга. У 1441 році допоміг братові Генріху фон Мерсу, єпископу Мюнстера, стати адміністратором Оснабрюкської єпархії. В результаті Дітрих II набув найбільшого впливу в регіоні. 1444 року місто Зост звернулося по допомогу до Адольфа I, герцога Клевського, спричинивши так звану Зостську війну. На прохання архієпископа імператор Фрідріх III Габсбург наклав імперську опалу на місто. 1445 року папа римський Євгеній IV, який був союзником герцогства Бургундського, що підтримало Клеве і Зост, намагався усунути Дітриха II фон Мерса з посади, проте марно. 1447 року фон Мерс невдало здійснив облогу Зоста 1449 року архієпископ Кельна вимушений був прийняти рішення папського арбитражу в Маастрахту, за яким було визнано самостійність Зоста, який отримав патронат Клевського герцогства.
Після смерті брата Генріха 1450 року було втрачено вплив на єпископства Оснабрюк. Але невдовзі Дітрих II домігся обрання свого брата Вальрама фон Мерс єпископом Мюнстера. Того ж року Дітрих II фон Мерс розпочав перемовини з Герхардом II, герцогом Юліха і Берга, щодо купівлі Берзького герцогства, оскільки у того не було спадкоємців. Майже завершені перемовини перервалися 1455 року, коли в Герхарда II народився син-спадкоємець.
1453 року вступив у прикордонний конфлікт з Філіппом III, герцогом Бургундії, щодо земель на межі з Люксембургом. У 1454 році було укладено мирний договір, закріпив статус-кво. Помер Дітрих II фон Мерс 1463 року в замку Фрідестром. Поховано в Кельнському соборі.